# Hans Bokelmann
Hans Bokelmann (* 10. März 1931; † 8. Juli 2016 in Münster) war ein deutscher Erziehungswissenschaftler und Professor an der Universität Münster.

## Leben und Wirken
Hans Bokelmann wurde am 10. März 1931 in Hannover geboren. Seine Eltern waren der Kaufmann (Prokurist) Fritz Bokelmann (geb. 1899 in Hildesheim) und Hedwig, geb. Meinhardt (geb. 1902 in Grevelsberg). Im Jahr 1936 siedelte das Ehepaar Bokelmann um nach Hildesheim, wo Hans Bokelmann seine Schulzeit verbrachte und 1950 das Katholische Bischöfliche Gymnasium Josephinum mit dem Abitur absolvierte. Es folgten das Studium der Philosophie und Theologie an der Philosophisch-Theologischen Hochschule St. Georgen in Frankfurt am Main (1952 Philosophicum) sowie das Studium der Pädagogik, Philosophie und Ethnologie an den Universitäten Wien und Hamburg. 1956 promovierte Bokelmann in der Philosophischen Fakultät der Universität Hamburg mit einer Dissertation über das Thema „Die pädagogischen Grundlinien in der Philosophie und Soziologie Max Schelers: Kritische Untersuchungen zur pädagogischen Relevanz seines philosophischen Systems“ (Referenten: Wilhelm Flitner und Günter Ralfs). Danach war Bokelmann tätig als wiss. Assistent am Erziehungswissenschaftlichen Seminar der Universität Hamburg und ab 1959 bis 1963 am Pädagogischen Seminar der Universität Erlangen-Nürnberg (bei Hans Scheuerl). Hier erfolgte 1963 die Habilitation auf der Grundlage der Studie „Die ökonomisch-sozialethische Bildung. Problem und Entwurf einer didaktischen Theorie für die gymnasiale Oberstufe“ (veröffentlicht 1963). Bokelmann lehrte 1963/65 als Privatdozent an den Universitäten Erlangen-Nürnberg und Münster (Westf.) und vertrat 1965/66 die Pädagogik-Professur des vakant gewordenen Lehrstuhls von Ernst Lichtenstein in der Philosophischen Fakultät der Universität Münster. 1966 erhielt Bokelmann einen Ruf auf die ordentliche Professur für Wirtschaftspädagogik in der wirtschafts- und sozialwissenschaftlichen Fakultät der Johann Wolfgang Goethe-Universität in Frankfurt am Main. Mit Karl Abraham leitete er von 1966 bis 1970 als Direktor das Wirtschaftspädagogische Seminar. 1970 erfolgte der Ruf auf die Professur für Allgemeine Pädagogik im Institut für Erziehungswissenschaft der Westf. Wilhelms-Universität. Auf dieser Stelle war Bokelmann bis zu seiner Emeritierung im Jahr 1996 als Hochschullehrer und in wichtigen Hochschulverwaltungsfunktionen tätig (u. a. als Institutsdirektor und als Dekan des Fachbereichs Erziehungswissenschaft, Soziologie, Publizistik).

Bokelmann hat ein breites Themenspektrum in Forschung und Lehre vertreten. Wissenschaftsmethodisch bediente er sich hermeneutischer und textanalytischer Verfahren. Ebenso wichtig wie fachwissenschaftliche Literatur waren ihm für das Verständnis der Erziehungswirklichkeit literarische, autobiografische, künstlerische und religiöse Quellen. Bekannt ist seine Definition von Erziehung 1970.
„Erziehung ist dasjenige Handeln, in dem die Älteren (Erzieher) den Jüngeren (Edukanden) im Rahmen gewisser Lebensvorstellungen (Erziehungsnormen) und unter konkreten Umständen (Erziehungsbedingungen) sowie mit bestimmten Aufgaben (Erziehungsgehalten) und Maßnahmen (Erziehungsmethoden) in der Absicht einer Veränderung (Erziehungswirkungen) zur eigenen Lebensführung verhelfen, und zwar so, dass die Jüngeren das Handeln der Älteren als notwendigen Beistand für ihr eigenes Dasein erfahren, kritisch zu beurteilen und selbst fortzuführen lernen“. In: Josef Speck/Gerhard Wehle: Handbuch Pädagogischer Grundbegriffe II, 1970, S. 185f)
Bokelmanns Habilitationsschrift wurde unter dem Titel "Die ökonomisch-sozialethische Bildung" (Heidelberg 1964) veröffentlicht. Darin geht es – wie es im Untertitel heißt – um "Problem und Entwurf einer didaktischen Theorie für die gymnasiale Oberstufe". Abweichend vom traditionellen Bildungskanon der gymnasialen Oberstufe vertrat Bokelmann im Kontext der Lehrplanreform Anfang der 1960er Jahre die Auffassung, dass die wirtschaftliche und sozialethische Dimension von Erziehung und Bildung in einer hochindustrialisierten Gesellschaft "zur eigenen Lebensführung" und somit auch als Dimension der gymnasialen Allgemeinbildung unverzichtbar sei. Ziel seiner Habilitationsschrift war die Gewinnung und Begründung von Auswahlkriterien und Inhalten unter dem Anspruch wissenschaftspropädeutischen Lehrens und Lernens. Dabei gehe es nicht, so Bokelmann, um die deduzierte und reduzierte "Abbildung" ökonomischer Fachdisziplinen, sondern um die "Hinführung" zu ökonomischen Fragestellungen und Sachverhalten im "sinnstiftenden" Zusammenhang fachübergreifender (politischer und sozialethischer) Problemstellungen. In der Diskussion um die sozio-ökonomische Bildung wurde Bokelmanns Ansatz erneut aufgegriffen (vgl. Günter Kutscha 2014). Kritik an Bokelmanns Ansatz entzündete sich bei Herwig Blankertz an der Verkürzung wissenschaftspropädeutischen Lehrens und Lernens auf studienbezogene Inhalte in Abgrenzung von beruflichen Bildungsgängen und an die damit überlieferte Trennung von allgemeiner und beruflicher Bildung im deutschen Bildungssystem.

### Schriften
- Maßstäbe pädagogischen Handelns. Normenkonflikte und Reformversuche in Erziehung und Bildung, Würzburg 1965
- Die ökonomisch-sozialethische Bildung. Heidelberg 1964
- Julka oder die pädagogische Verzweiflung. Überlegungen zur Erziehungswissenschaft als Handlungswissenschaft. In: Röhrs, Hermann (Hrsg.): Die Erziehungswissenschaft und die Pluralität ihrer Konzepte. Festschrift für Wilhelm Flitner zum 90. Geburtstag. Wiesbaden: Akademische Verlagsgesellschaft. S. 115–133
- Der Mensch – ein Chamäleon. Zum Verhältnis von Erziehung und Würde,  2000[5]

## Einzelbelege
1. ↑  Traueranzeigen von Hans Bokelmann | www.trauer.ms. Abgerufen am 24. April 2020 (deutsch).
2. 1 2  Günter Kutscha: Bokelmann, Hans. In: Antonius Lipsmeier, Dieter Münk (Hrsg.): Biographisches Handbuch der Berufs- und Wirtschaftspädagogik sowie des beruflichen Schul-, Aus-, Weiterbildungs- und Verbandswesens. Franz Steiner, Stuttgart 2019, ISBN 978-3-515-12188-0, S. 96–99.
3. ↑  Dietmar Langer: Erziehung zur Mündigkeit: Grundzüge der pädagogischen Theorie des Willens. Peter Lang, 2010, ISBN 978-3-631-60013-9 (google.de [abgerufen am 24. April 2020]).
4. ↑  Andreas Fischer, Bettina Zurstrassen (Hrsg.): Sozioökonomische Bildung. Bundeszentrale für politische Bildung, Bonn 2014, ISBN 978-3-8389-0436-8.
5. ↑  Hans Bokelmann: Der Mensch - ein Chamäleon. In: Zeitschrift für Pädagogik. Band 46, Nr. 5, 2000, S. 647–661, urn:nbn:de:0111-opus-69174.

| Personendaten    | Personendaten                                           |
| ---------------- | ------------------------------------------------------- |
| NAME             | Bokelmann, Hans                                         |
| KURZBESCHREIBUNG | deutscher Erziehungswissenschaftler und Hochschullehrer |
| GEBURTSDATUM     | 10. März 1931                                           |
| STERBEDATUM      | 8. Juli 2016                                            |
| STERBEORT        | Münster (Westfalen)                                     |